# Jesús en casa de Marta y María

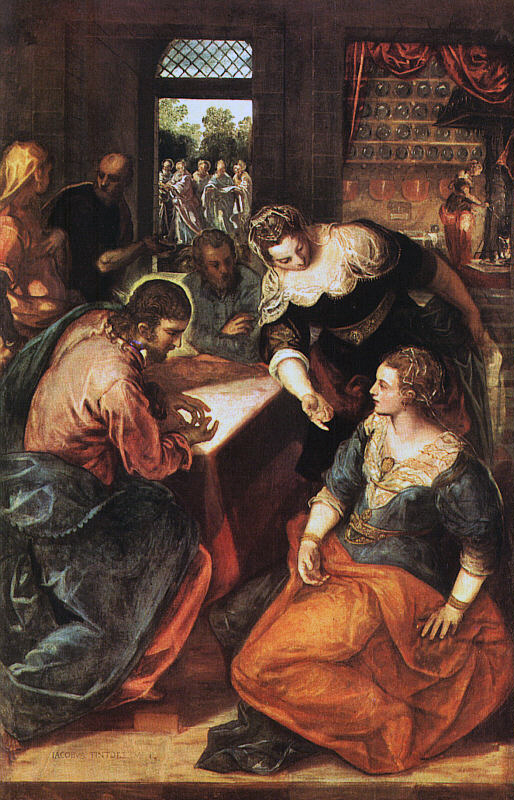
Jesus en casa de Marta y María por Tintoretto, siglo XVI

Jesús en casa de Marta y María (también llamado como Cristo en la de Marta y por otras variantes) se refiere al episodio de la vida de Jesús que aparece sólo en el evangelio de Lucas (10:38-42), después de la Parábola del Buen Samaritano (10:25-37). Jesús visita la casa de Lázaro, Marta y María de Betania, confundida esta última en la tradición medieval católica con María Magdalena, aunque en el Nuevo Testamento probablemente se designe a una persona diferente.

## Evangelio de Lucas

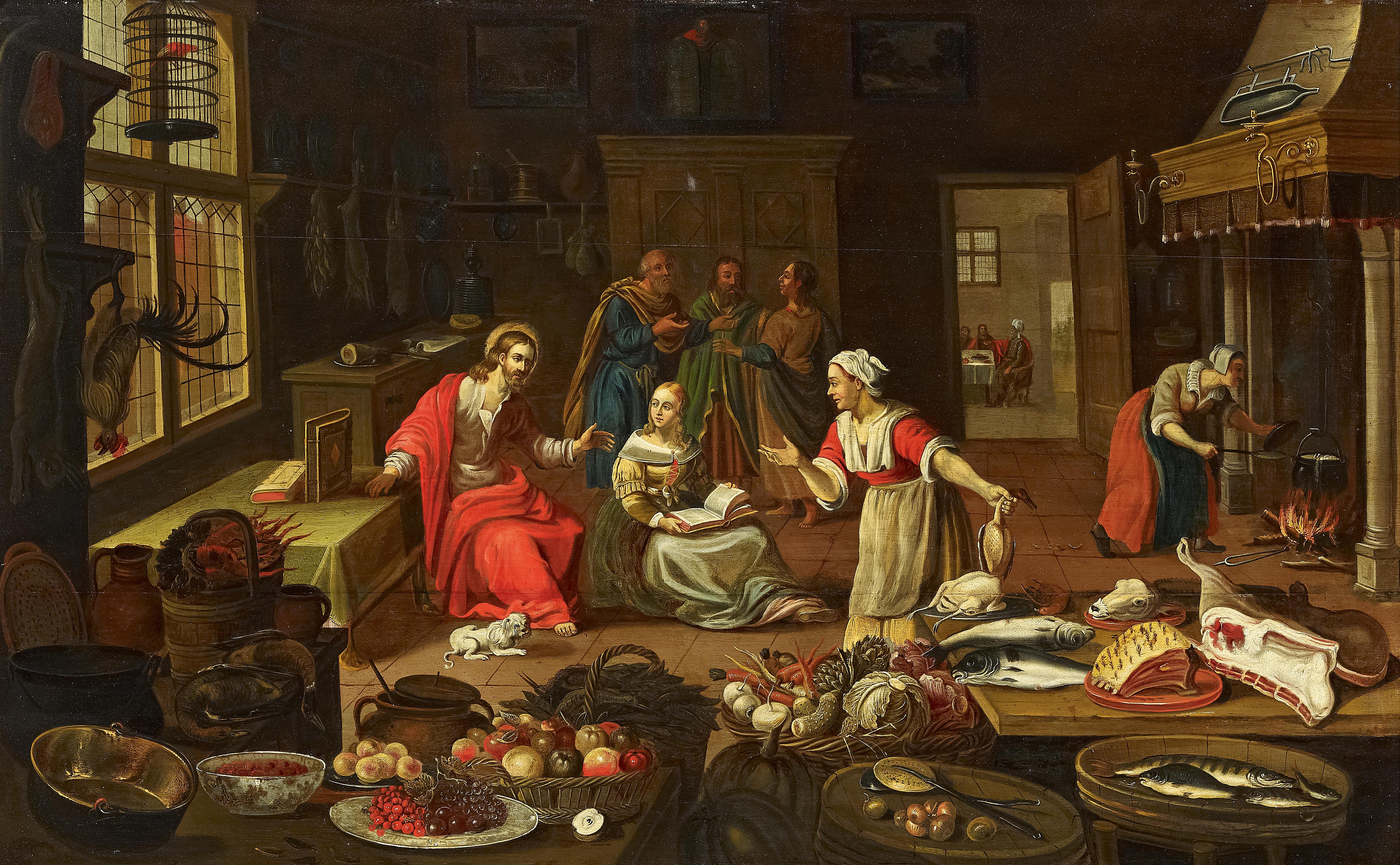
Georg Friedrich Stettner: Cristo en casa de Marta y María.

Según el Evangelio de Lucas:

Cuando Jesús y sus discípulos iban de camino, llegaron a un pueblo donde una mujer llamada Marta le abrió su casa. Tenía una hermana llamada María, quién se sentó a los pies del Señor escuchando lo que él decía. Pero Marta estaba ocupada con las tareas que tenían que ser hechas. Vino a él y le preguntó, "Señor, no te importa que mi hermana me ha dejado para hacer todo el trabajo yo sola? Dile que me ayude!" "Marta, Marta," el Señor contestó, "estás preocupada y molesta por muchas cosas, pero sólo una cosa es necesaria. María ha escogido lo qué es mejor, y no le será quitada."

## Representaciones artísticas

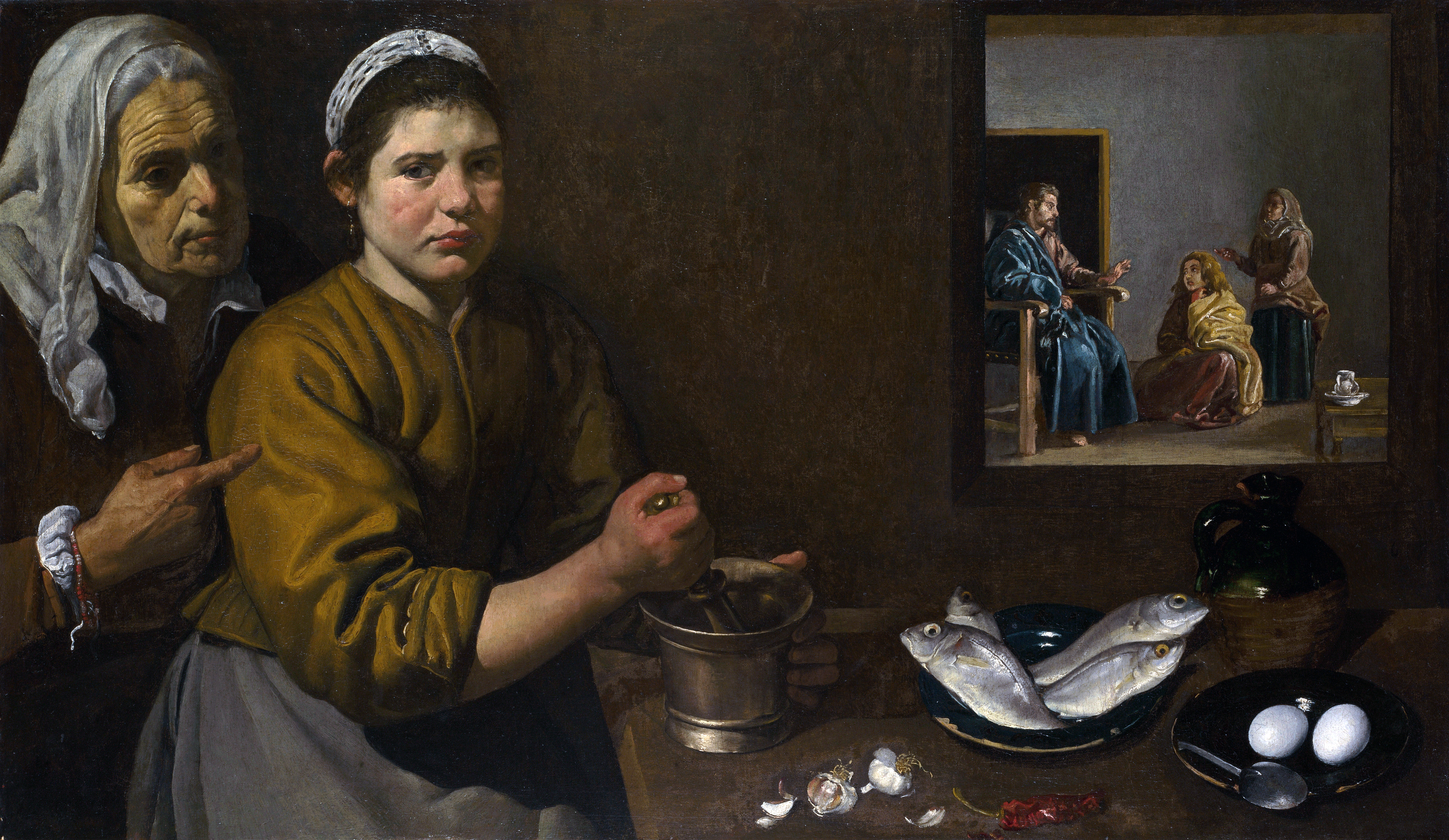
Cristo en Casa de Marta y María, Diego Velázquez, 1618

El episodio se encuentra principalmente desde el arte de la Contrarreforma en adelante, especialmente en el siglo XVII, cuando el ambiente doméstico se usa normalmente para dar una representación realista, y el tema aparece como una obra sola más que en ciclos de la Vida de Cristo, o en la vida de María Magdalena. Aun así,  aparece en algunos ciclos de manuscritos Otonianos, incluyendo las Perícopas de Enrique II (c. 1002-1012), donde se da una versión hierática en un marco arquitectónico. Muchas pinturas muestran que María lava, o acaba de lavar, los pies de Jesús, recordando la historia de Juan 12.1–8 (que parece ser María de Betania). Mediante la historia en Lucas 7:36–50 (sobre una anónima pecadora), aun así, María de Betania se confundía a menudo con María Magdalena, y esto también se refleja en el arte. Entre los artistas que describen el tema se incluyen Diego Velázquez, Rembrandt, Jan Vermeer, Caravaggio y Rubens.
Obras individuales con artículos son:
- Cristo en la Casa de Martha y María – un trabajo temprano por el pintor español Velázquez
- Cristo en la Casa de Marta y María – por Johannes Vermeer
- Marta y María Magdalena – Caravaggio